# ART GP13
La ART GP13, es una motocicleta de competición creada por Aprilia Racing Technology, o ART, la división de la compañía Aprilia dedicada a la competición en la categoría de MotoGP bajo las reglas Claiming Rule Team.

## Características
La ART GP13 es una evolución de la precedente ART 2012, que a su vez está basada en el modelo empleado por Aprilia en el Campeonato Mundial de Superbikes, la Aprilia RSV4, derivada de un modelo de serie. Al igual que ella, se trata de una motocicleta con un chasis doble viga de aluminio, equipada con un motor V4 a 65º instalado longitudinalmente, de cuatro tiempos, con refrigeración líquida, distribución con doble árbol de levas y cuatro válvulas por cilindro.
Los cambios entre ambos modelos CRT producidos por ART no son especialmente marcados, aunque resultan lo suficientemente importantes como para recortar el peso en seco en cinco kilos, reduciéndose en la GP13 hasta los 160 kg. Se ha confirmado que el modelo de la temporada 2014 incluirá toda una serie de novedades, como una nueva aerodinámica o un motor con válvulas neumáticas, así como la posibilidad de emplear un cambio seamless.